# Národní dům (Třebíč)
Národní dům nebo dříve též Besední dům je dům na Karlově náměstí v Třebíči-Vnitřním Městě. Nese čp. 58 a orientační 47. Zbudován byl roku 1871 a stal se střediskem českého vlasteneckého hnutí v Třebíči. Vyjma kulturu, které stále slouží, poskytoval své prostory též obchodu a dlouhou dobu též peněžním službám.
Součástí domu je také Galerie Franta, cyklopoint a infocentrum.

## Historie
Ještě v polovině 19. století trpěla Třebíč nedostatkem vhodných prostor k pořádání větších společenských událostí. Když byla roku 1861 obnovena měšťanská beseda, záhy – nejvíce po volbách v roce 1867 – se stalo téma vybudování důstojných společenských prostor jedním z nejpřednějších. Tento úkol si předsevzalo nově ustavené družstvo, v jehož čele stanul starosta Ignác Přerovský.
Pro postavení Národního domu byla nakonec vybrána parcela pod domem č. 58 na horní straně Karlova náměstí; město dále souhlasilo s rozšířením stavby i na místo půldruhého metru široké uličky spojující náměstí s prostranstvím u kostela sv. Martina z Tours, která byla ostudou města. Projekt Národního domu vypracoval stavitel Karel Tebich, stavbu realizoval stavitel Herzán.
Národní dům byl slavnostně otevřen 29. října 1871, téhož dne jako bylo otevřeno třebíčské nižší české gymnázium. První poschodí sloužilo hostinství a knihovně, v přízemí byl konfekční závod. Nejdůležitější částí však byl velký sál. V něm se konaly plesy i divadelní představení, schůze i přednášky. Zde čeští vlastenci vítali výsledek vítězných voleb v roce 1882 i vznik československého státu v roce 1918.
V reakci na postavení Národního domu zbudovali třebíčští Němci na protější dolní straně Karlova náměstí hotel Habsburg. Stalo se tak roku 1877. Ten se stal zase střediskem jejich spolkové i politické činnosti.
Roku 1891 otevřela v přízemních prostorách Národního domu svou provozovnu První občanská záložna v Třebíči. Bankovnictví část budovy sloužila až do roku 1948. V 90. letech 20. století v přízemí otevřela provozovnu Agrobanka, posléze GE Money Bank. Ta v přízemí budovy sídlila až do roku 2008.
Po přechodnou dobu sloužil Národní dům též vojenským účelům: za první světové války zde byl na čas lazaret, v době generální stávky v roce 1920 zde bylo ubytováno vojsko, v letech 1945–1946 zde probíhala některá jednání mimořádného lidového soudu.
Od roku 1959 nesl Národní dům název Dům osvěty Bedřicha Václavka. Nedlouho předtím (roku 1956) byl Národní dům rozšířen do sousedního Outratova domu, a to jevištěm a správními prostory. S rokem 1963 převzal Národní dům Jednotný klub pracujících ROH. Po roce 1989 je dům majetkem města Třebíče. V roce 2014 byl dům rozšířen o Galerii Franta a částečně rekonstruován, roku 2019 se rekonstruuje vnitřní nádvoří.
V roce 2022 měla začít rekonstrukce budovy, k tomu však nedošlo, město však s průzkumem podzemí budovy a následnou rekonstrukcí nadále počítá.